# Pathologica
Pathologica è una rivista accademica che si occupa di patologia generale e umana, compresi gli studi sui processi patologici che utilizzano l'immunocitochimica e la biologia molecolare.  Fondata nel 1908, è stata pubblicata per conto della Società Anatomo Patologi Ospedalieri Italiani da Springer-Verlag Milano fino al 2003. Al 2025, è pubblicata per la società da Ospedali Galliera di Genova. Pathologica è una rivista bimestrale in lingua italiana, con alcuni contenuti in inglese, ed è indicizzata da Medline.